# Chicago VII
Chicago VII is het zesde studioalbum  van de Amerikaanse band Chicago. Het werd op 11 maart 1974 door het label Columbia uitgebracht en is na Chicago III uit 1971 het eerste en tevens laatste dubbelalbum met nieuw materiaal.  

## Achtergrond
Het album werd van augustus tot december 1973 opgenomen op de Caribou Ranch in Nederland, Colorado. De  Braziliaanse percussionist Laudir de Oliviera kreeg na zijn gastbijdrage aan voorganger Chicago VI een vaste plek in de band. Oorspronkelijk zou Chicago VII een instrumentaal jazzalbum worden, maar ondertussen werden er door alle bandleden ook pop- en rock-georiënteerde nummers geschreven. 
Gitarist Terry Kath vernoemde zijn Byblos naar de club in Osaka, Japan waar Chicago had opgetreden. Pianist Robert Lamm leverde onder meer het titelnummer van zijn soloalbum Skinny boy dat eind 1974 uitkwam, maar dan zonder blazers; de Pointer Sisters namen de achtergrondzang voor hun rekening. 
Trombonist James Pankow zorgde voor nieuw succes met de eerste single (I've Been) Searchin' For So Long (#9 in de Billboard Hot 100), en opvolger Call on Me (#6) betekende het songschrijversdebuut van trompettist Lee Loughnane. Beide blazers waren ook voor het eerst als achtergrond- en leadzanger te horen in, respectievelijk, Mongonucleosis (alleen aan het begin) en Song of the Evergreen. Verder kwamen saxofonist Walter Parazaider en drummer Danny Seraphine met hun eerste compositorische bijdragen.
Bassist Peter Cetera wierp een blik op de toekomst met de ballads Happy Man en  Wishing You Were Here (#11); laatstgenoemd nummer, waarop de Beach Boys meezongen en Cetera van instrument wisselde met Kath, zou pas de Nederlandse hitlijsten halen na het succes van If You Leave Me Now . 
Ondanks de overwegend instrumentale eerste schijf haalde Chicago VII de eerste plaats in de Amerikaanse albumlijst. In 2002 werd het album door Rhino Records heruitgebracht als enkele cd met als bonustrack een vroege versie van Kath's Byblos. Tevens bevatte de eerste persingen een ingekorte versie van Happy Man zoals die eerder verkrijgbaar was op Greatest Hits, Volume II; de valse start en het aftellen in de studio van de oorspronkelijke albumversie waren hier weggelaten. Een nieuwe opname van Happy Man verscheen in 1995 op Cetera's soloalbum One Clear Voice.

## Tracklist

### Kant 1
1. Prelude to aire
2. Aire
3. Devil's Sweet

### Kant 2
1. Italian from New York
2. Hanky Panky
3. Life saver
4. Happy man

### Kant 3
1. I've been searching so long
2. Mongonucleosis
3. Song of the Evergreens
4. Byblos

### Kant 4
1. Wishing you were here
2. Call on me
3. Women don't want to love me
4. Skinny boy